# Upplands runinskrifter 52
Runinskrift U 52 är en runristning i en berghäll cirka 500 meter söder om Edeby gård på Lovön i Ekerö kommun.

## Historik
Berghällen med ristningen hade fallit i glömska och återfanns, efter längre sökande, i början av 1860-talet och avtecknades av Richard Dybeck. Han beskrev platsen enligt följande: Ett träbevext berg är i Edeby södra gärde, nära den fagra Edeby viken. Många skadade ättehögar finnas på vestra sidan om berget, hvilket der har en någorlunda jämn, framstående kuller. Ristningen är i denne.

## Beskrivning
Eftersom runristningen är utförd på en fast berghäll står den på sin ursprungliga plats. Ristningen visar ett rundjur, vars utseende tyder på att hällen är ristad under sent 1000-tal. Runslingan är 9–11 centimeter bred, höjden är 1,5 meter och bredden 0,85 meter. Ristningen är delvis ganska grund och svårläst, men har på senare tid fyllts i med röd färg.
Placeringen på hällen vid en liten kulle (Oskarsberg eller Hednakullen) var förmodligen valt eftersom en gammal byväg passerar precis bredvid ristningen. Denna väg borde ha existerat när ristningen tillverkades. Ett annat skäl kan också vara för att ristningen lätt skulle kunna ses från ett närliggande område som troligen var hamn under vikingatiden. Intill hällen ligger ett gravfält, innehållandes ca 50 gravar och med måtten 200x100 meter (RAÄ-nummer Lovö 53:1 och 53:2).

## Inskriften

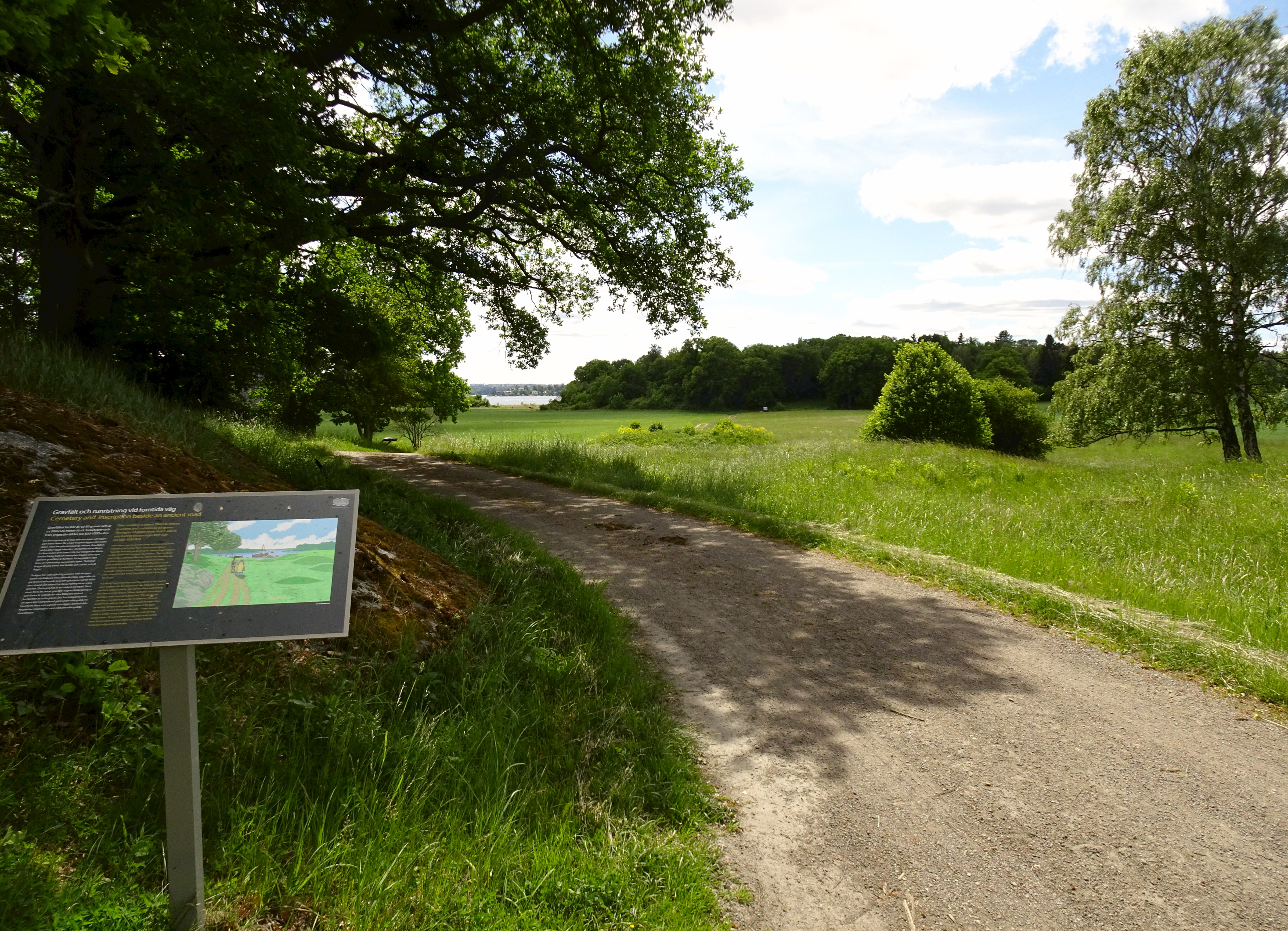
Forntida väg och gravfält vid U52 Edeby.

Translitterering av runraden:
afriþ : lit : at : suartau(a) : auk : at : iulfast : suni : sina : ok : at : askaut ·
Normalisering till runsvenska:
Afriðr let at Svarthaufða ok at Igulfast, syni sina, ok at Asgaut.
Översättning till nusvenska:
Åfrid lät (hugga hällen) efter Svarthövde och efter Igulfast, sina söner, och efter Åsgöt